# Helgi Harðbeinsson
Helgi Harðbeinsson (Hardhbeinsson) fue un vikingo y bóndi de Laxardal en Islandia. Es un personaje secundario de la saga de Laxdœla, donde aparece como miembro de la partida que atacó a Bolli Þorleiksson y destacando sobre todos los demás al conseguir matarle con su lanza. Su personaje en la saga aparece como infame, al presentarse frente a Guðrún Ósvífursdóttir, esposa de Bolli, y limpiar la sangre de su lanza sobre su chal, un acto que fue criticado por los demás como de extrema crueldad. Guðrún se mantendría firme frente a este acto y profetizó la muerte de Helgi a manos de su hijo Bolli Bollason. La saga también cita que era un berserker, aunque en los detallados enfrentamientos nada sugiere que su comportamiento fuera tan agresivo como para recibir tal epíteto.
Helgi no aparece en otras crónicas contemporáneas que sustenten su figura histórica, pues solo se tiene constancia de un detalle familiar como cuñado de Þorsteinn el Negro de Hundadale. Los académicos consideran este capítulo y personaje como ficticios, pues fue escrito hacia el siglo XIII y aparece la misma situación en la saga Sturlunga, pero con Asbjorn Gudmundsson como protagonista y autor del asesinato de un bóndi. Posiblemente el autor fue conocedor de los hechos, y añadió el mismo argumento para dar mayor convicción a su obra.
Según la saga Helgi murió asesinado por una partida de guerreros encabezada por Þorgils Hölluson, como venganza por su participación en la muerte de Bolli. En el mismo grupo participaron también los hijos de Bolli.